# Jean Bernoulli (1710-1790)
Pour les articles homonymes, voir Famille Bernoulli.
Jean Bernoulli II (dit Jean II) né à Bâle le 18 mai 1710 et mort dans la même ville le 17 juillet 1790, est un mathématicien suisse et le plus jeune des trois fils de Jean Bernoulli.

## Biographie
Il a étudié les mathématiques avec Leonhard Euler, ainsi que le droit dès 1724 à l'université de Bâle (licence en 1729, doctorat en 1732).
En 1732-33, il va voir son frère Daniel Bernoulli à Saint-Pétersbourg, puis voyage en France en 1739. Ensuite il a été pendant cinq ans professeur d'éloquence à l'université de sa ville natale (1743-1748), puis professeur de mathématiques en 1748, prenant la succession de son père.
En 1736, il obtient le prix de l'Académie des sciences pour son étude de l'éther intitulé « Quelle est la cause physique de l'inclinaison du plan des orbites des planètes par rapport au plan de l'équateur de la révolution du soleil autour de son axe ; et d'où vient que les inclinaisons de ces orbites sont différentes entre elles »,.
Il a été récompensé encore trois fois par le prix de l'Académie des Sciences de Paris dont il devient membre en 1782. Les sujets étaient le cabestan, la propagation de la lumière, et le magnétisme. En 1746, il devient membre de l'Académie des Sciences de Berlin. Il était l'ami de Pierre Louis Moreau de Maupertuis président de l'Académie des Sciences de Berlin. Maupertuis, à la suite des attaques de Voltaire, part de Berlin pour trouver refuge pendant trois ans chez son ami à Bâle où il meurt en 1759. Jean Bernoulli lui-même décède en 1790. Ses deux fils, Jean III et Jacques II, ont été les derniers mathématiciens de la famille Bernoulli.